# Filip Dujmović
Filip Dujmović (Livno, 12. ožujka 1999.), bosanskohercegovački nogometni vratar.

## Karijera

### Klupska karijera
Nogometom se počeo baviti u nogometnoj školi Sloge iz Uskoplja iz koje odlazi u mostarski Zrinjski. Godine 2017. se priključuje juniorskoj momčadi sarajevskog Željezničara s kojom iste godine igra i UEFA-inu Ligu mladih. Iz Željezničara odlazi u mladu momčad Adana Demirspora.
U siječnju 2020. potpisuje ugovor s Mladosti iz Doboj-Kaknja koja ga odmah prosljeđuje na posudbu u srpskog superligaša Spartak iz Subotice. Na ljeto iste godine trajno prelazi u Spartak. Početkom 2022. prelaziu u Radnički iz Niša, a u ljeto iste godine odlazi u Rumunjsku, u Dinamo Bukurešt. Nakon Dinama, vraća se u Željezničar, a u ljeto 2024. potpisuje za aktualnog makednoskog prvaka Strugu.

### Reprezentativna karijera
Bio je član reprezentaciju BiH do 17 godina na europskom prvenstvu 2016. godine u Azerbajdžanu. Na prvenstvu je imao službeni debi za reprezentaciju u utakmici 3. kola s Ukrajinom (2:1). 
Za reprezentaciju do 21 godine odigrao je jednu utakmicu, protiv Belgije u Sarajevu (3:2).

## Vanjske poveznice
- Profil na transfermarkt.com (engl.)